# Tasersuaq (Maniitsoq)

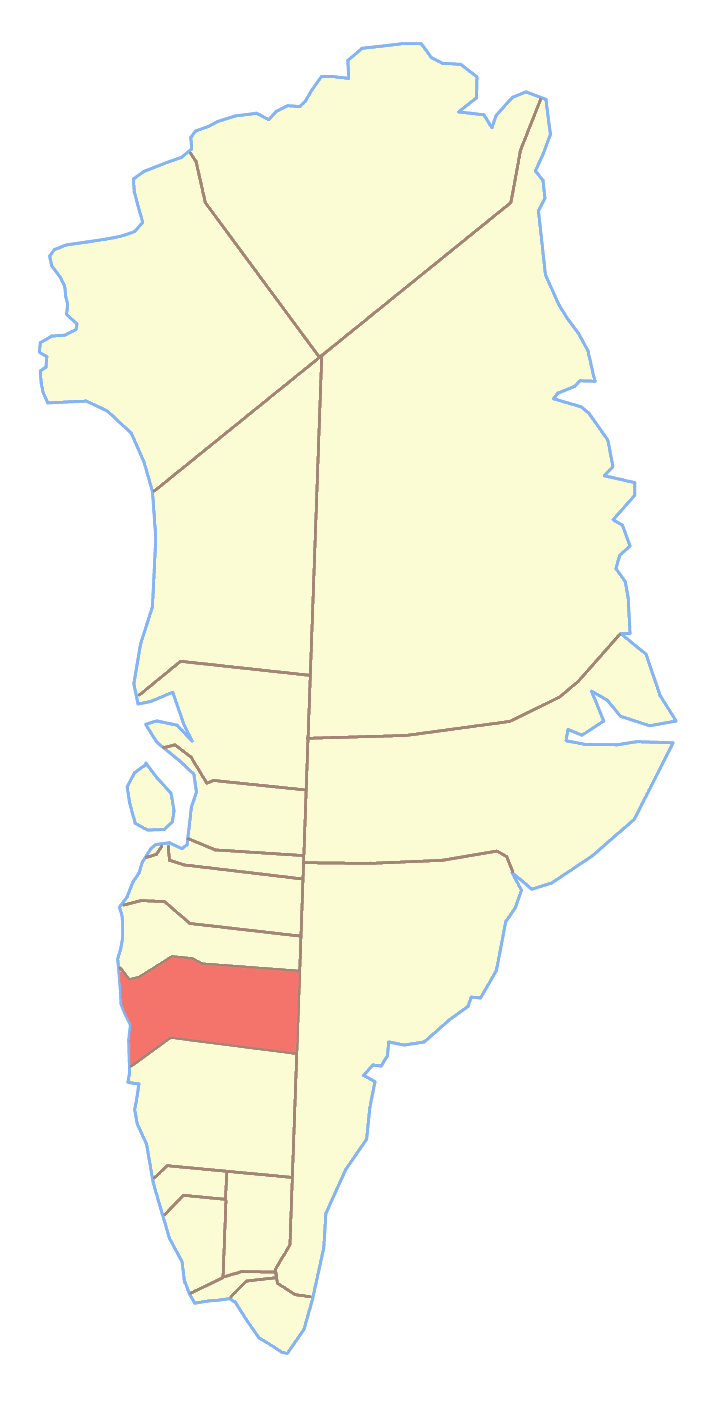
Ex comune di Maniitsoq, dove si trovava il Tasersuaq

Il Tasersuaq è un lago della Groenlandia. Si trova a 66°45'N 50°55'O; appartiene al comune di Queqqata. 